# Aulonothroscus detritus
Aulonothroscus detritus är en skalbaggsart som beskrevs av Blanchard 1917. Aulonothroscus detritus ingår i släktet Aulonothroscus och familjen småknäppare. Inga underarter finns listade i Catalogue of Life.